# Biosphärengebiet Schwäbische Alb

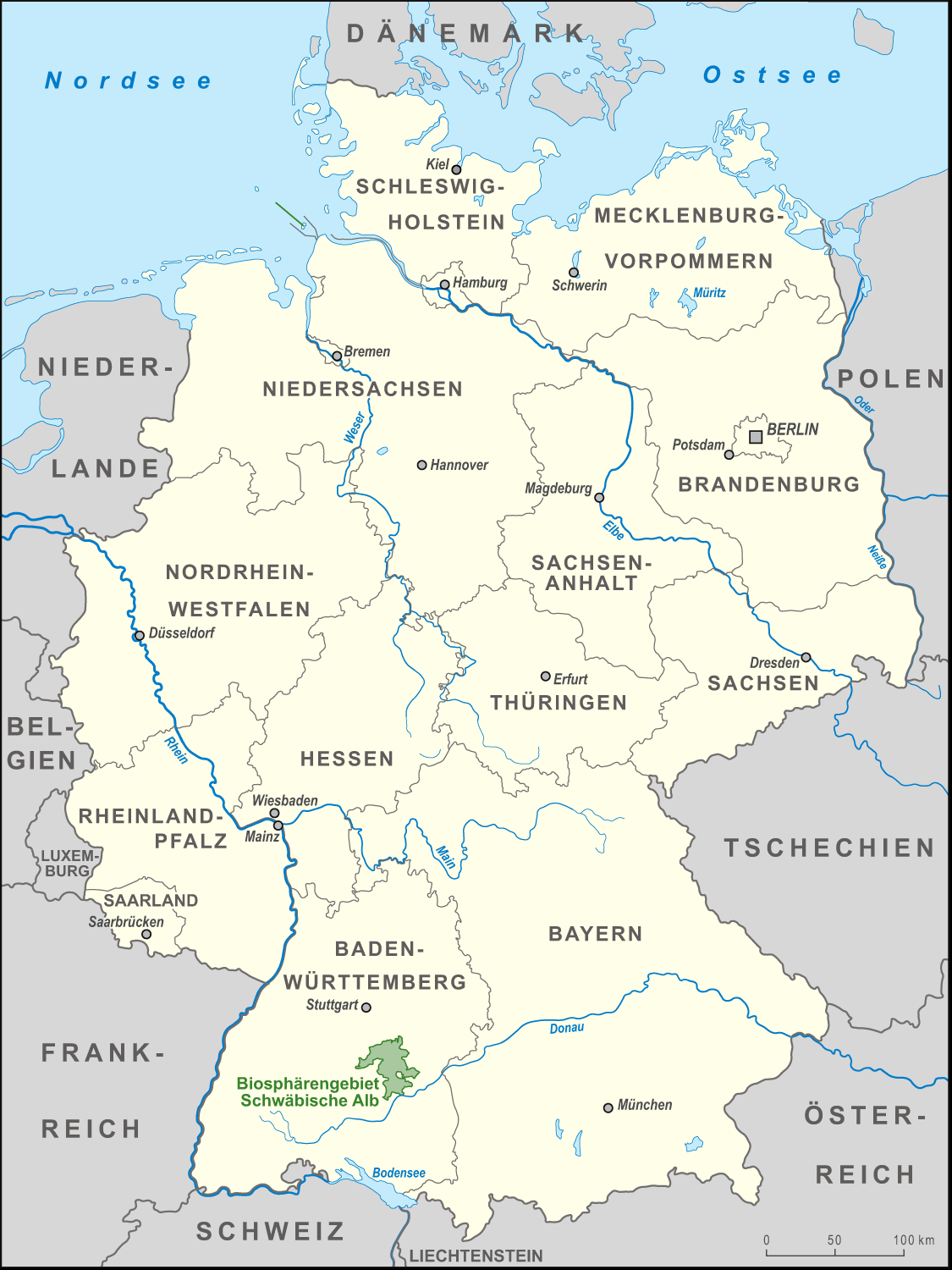
Lage des Biosphärenreservats Schwäbische Alb

Das Biosphärengebiet Schwäbische Alb ist ein 85.270 Hektar großes Biosphärenreservat, das weite Teile der Mittleren Schwäbischen Alb und ihres Vorlandes umfasst. Es wurde im Januar 2008 als Biosphärengebiet des Landes Baden-Württemberg eingerichtet. Seit Mai 2009 ist das Gebiet auch als Biosphärenreservat der UNESCO anerkannt.

## Biosphärenreservat oder Biosphärengebiet
Der Begriff „Biosphärenreservat“ steht international und auf Bundesebene für das modellhafte Miteinander von Ökonomie, Ökologie und Sozialem. Das Land Baden-Württemberg hat sich bewusst gegen den Ausdruck „Reservat“ und sich stattdessen für den Begriff „Biosphärengebiet“ entschieden. In Zusammenhang mit dem Begriff „UNESCO“ wird nach Vorgaben der UNESCO der Begriff UNESCO-Biosphärenreservat verwendet.

## Lage

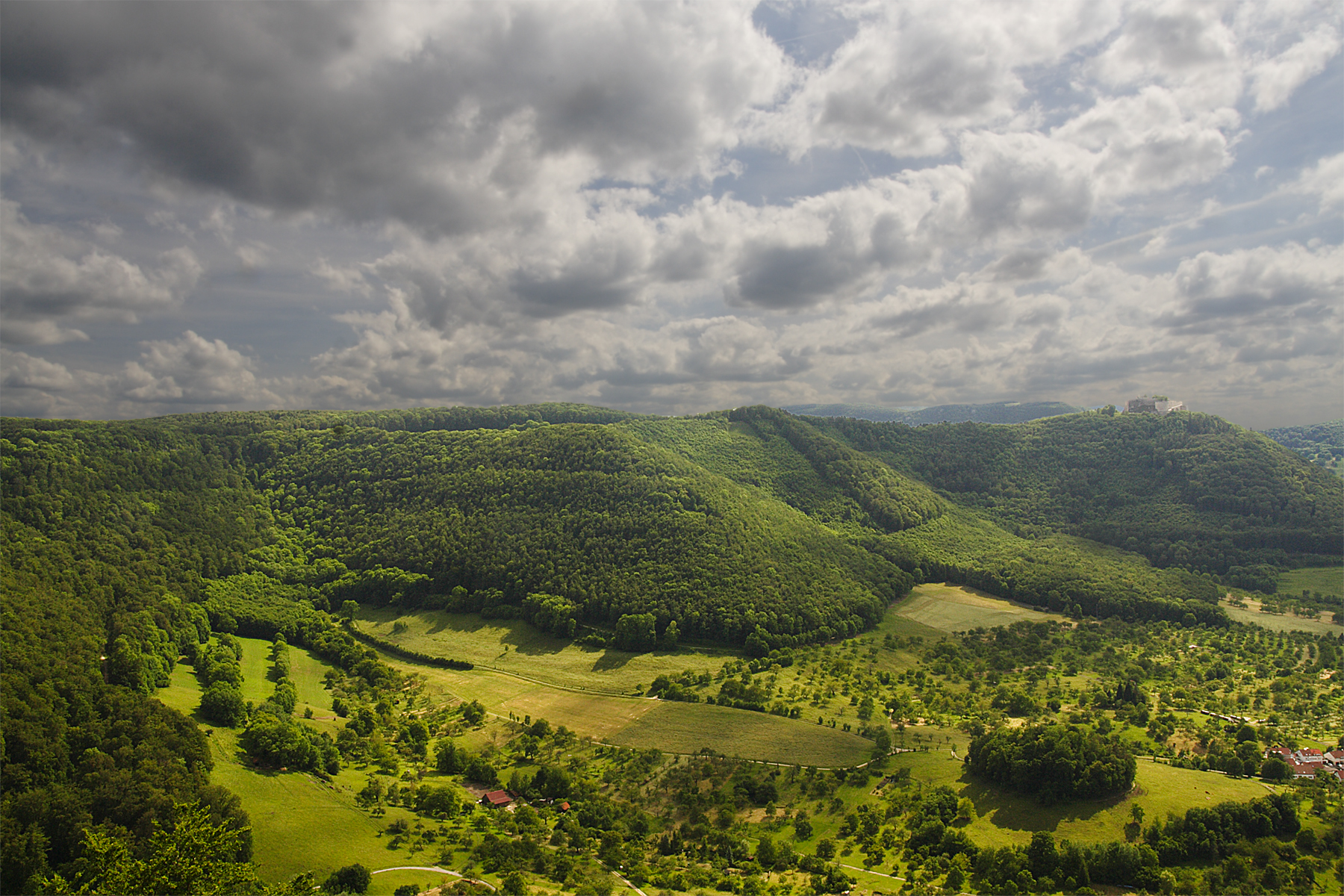
Schwäbische Albtrauf-Landschaft: Natur, Wälder, Streuobst. Werbefoto des Biosphärenzentrums Münsingen

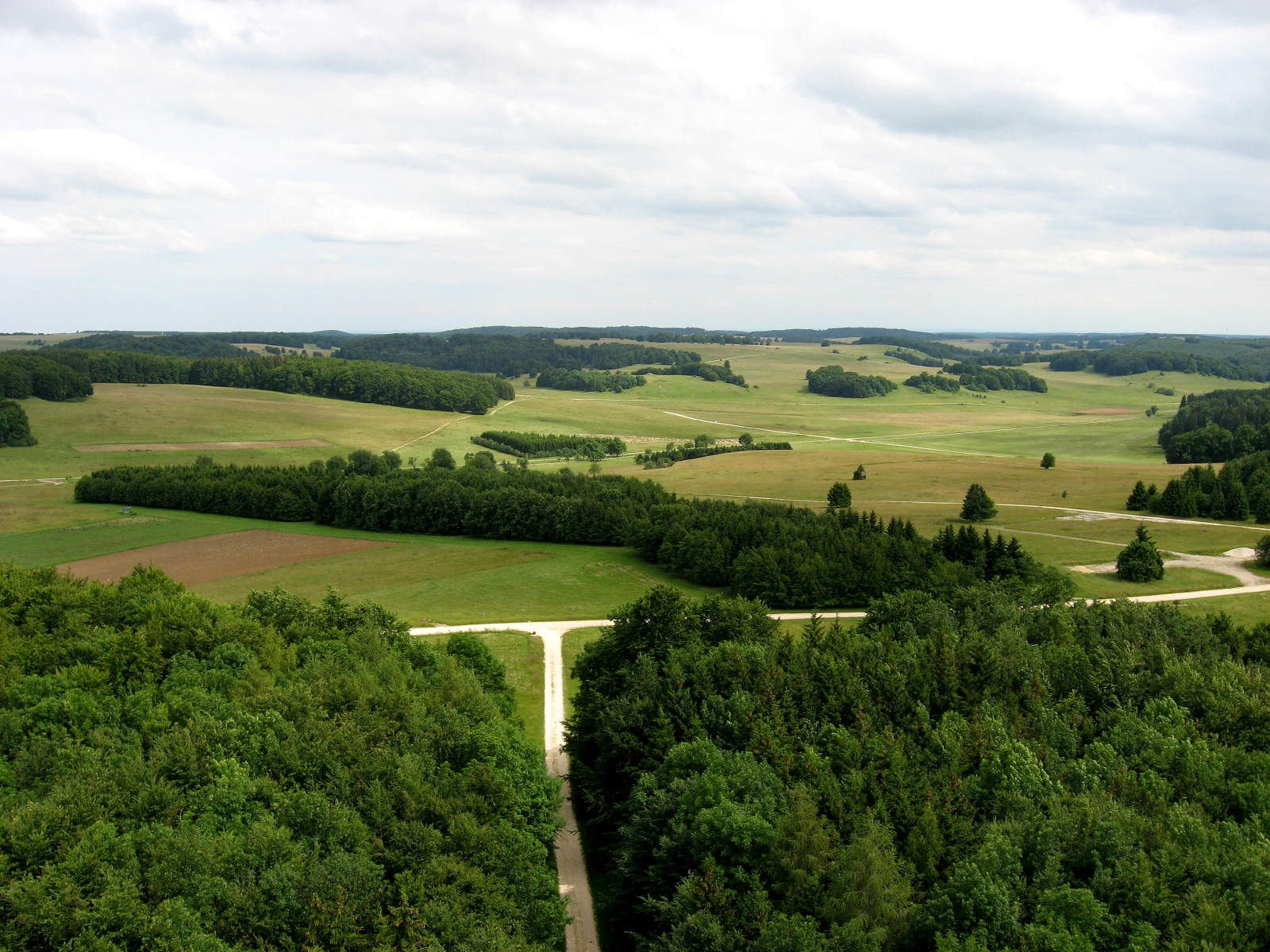
Blick auf den zentral im Biosphärengebiet gelegenen ehemaligen Truppenübungsplatz Münsingen

Das Biosphärengebiet hat eine rund 40 Kilometer lange Nord-Süd-Ausdehnung und erstreckt sich vom Vorland der mittleren Schwäbischen Alb über deren Albtrauf und die Albhochfläche bis an die Donau im Süden.
Ein wichtiger Bestandteil ist der zentral im Schutzgebiet liegende ehemalige Truppenübungsplatz Münsingen mit dem aufgegebenen Dorf Gruorn.

## Geschichte
Die Idee für ein Biosphärengebiet Schwäbische Alb hatten im Oktober 1991 Michael Succow und Markus Rösler vom NABU-Bundesverband. Es folgte 1992 bis 1997 die Dissertation Röslers zum Thema Arbeitsplätze durch Naturschutz am Beispiel der Biosphärenreservate und der Modellregion Mittlere Schwäbische Alb. Sie legte die planerischen Grundlagen für ein Biosphärenreservat. Parallel dazu und bis 2005 erfolgte durch Rösler und andere eine jahrelange Lobbyarbeit insbesondere über den NABU-Bundes- und Landesverband für dieses Projekt. Dazu gehörte schon Mitte der 1990er Jahre eine bundesweite „Sonnenliste“ möglicher Biosphärenreservate in Deutschland über den NABU-Bundesfachausschuss Großschutzgebiete, die Unterstützung für das Modellvorhaben PLENUM des Landes Baden-Württemberg sowie für den Wettbewerb Region aktiv des Bundesministeriums für Verbraucherschutz, Ernährung und Landwirtschaft. Die Realisierung erfolgte jedoch erst im Kontext der Aufgabe der militärischen Nutzung des Truppenübungsplatzes Gutsbezirk Münsingen und seiner Konversion im Jahr 2005 sowie aufgrund der Positionierung des 2005 als Ministerpräsident ins Amt gekommenen Günther Oettinger. Dieser bezeichnete in seiner ersten Regierungserklärung 2005 das Biosphärengebiet als „Leuchtturmprojekt“ des Landes und ermöglichte damit die Realisierung des ersten Großschutzgebietes in Baden-Württemberg. Alle am Planungsprozess Beteiligten waren sich von Anfang an einig, dass der herausragende naturkundliche und kulturhistorische Wert des 6.700 Hektar großen ehemaligen Truppenübungsplatzes Gutsbezirk Münsingen und seiner Umgebung nur mit einem großräumigen integrativen Konzept zu erhalten sei. Die direkt an den Truppenübungsplatz angrenzenden Städte und Gemeinden Bad Urach, Münsingen und Römerstein im Landkreis Reutlingen waren die ersten Kommunen, die einem Biosphärengebiet beitreten wollten. Zunehmend rückte auch die weiträumigere Region um den ehemaligen Truppenübungsplatz in den Mittelpunkt der Planungen. Hierzu trugen nicht zuletzt die sehr engagierten Naturschutz- und Umwelt-, Landwirtschafts-, Wirtschafts- und Tourismusverbände bei.
Zum 1. Januar 2006 trat das damalige Landesnaturschutzgesetz von Baden-Württemberg in Kraft. Damit war nicht mehr ein eigenes Gesetz zur Errichtung eines Biosphärenreservates/-gebietes, sondern „nur“ noch eine Verordnung erforderlich, um ein entsprechendes Gebiet einzurichten. Bereits drei Wochen später fand eine Informationsveranstaltung für Kommunalpolitiker aus der Region zum Thema Biosphärengebiet statt. Beteiligt waren das damalige Ministerium für Ernährung und Ländlichen Raum Baden-Württemberg, das Regierungspräsidium Tübingen und die Landkreise Reutlingen, Esslingen und der Alb-Donau-Kreis. Im Rahmen dieser Veranstaltung wurde dann auch gemeinsam die namengebende Bezeichnung Biosphärengebiet Schwäbische Alb entwickelt. Das Besondere am Entstehungsprozess war, dass sich die beteiligten Gemeinden aktiv und freiwillig einbrachten, von positiven Erfahrungen der Kommunen mit dem Programm PLENUM des Landes und dem Förderprogramm Regionen aktiv des Bundes motiviert. Insbesondere bei der Verordnung und der Abgrenzung kam der partizipative Grundgedanke zur Geltung. Eine weitere Besonderheit des gemeinschaftlichen Planungsprozesses war, dass alle Teilnehmer von Beginn an anstrebten, ein Biosphärengebiet auf Grundlage der UNESCO-Kriterien für Deutschland zu entwickeln. Am 15. Oktober 2007 wurde der partizipativ erstellte UNESCO-Antrag an das MAB-Komitee (UNESCO-Programm Der Mensch und die Biosphäre) übergeben. Seit dem 26. Mai 2009 ist das Biosphärengebiet Schwäbische Alb auch als UNESCO-Biosphärenreservat anerkannt. Die Urkunde zur Anerkennung wurde durch die Vorsitzende des deutschen MAB-Nationalkomitees Gertrud Sahler am 26. Juni 2009 im Alten Lager in Münsingen an den damaligen Ministerpräsident Günther Oettinger übergeben. Im Juli 2012 wurde das seitens der UNESCO geforderte Rahmenkonzept der Öffentlichkeit vorgestellt. Es beinhaltet Ziele, Maßnahmen und Projekte zur Entwicklung des Gebiets in den nächsten zehn Jahren. Erstellt wurde es gemeinsam mit rund 200 Akteuren aus dem Biosphärengebiet.

### Erweiterung
2023 gab es einen Antrag von 21 Kommunen, dem Biosphärengebiet beizutreten.
Das vom Lenkungskreis des Biosphärengebiets beschlossene Verfahren der Gebietserweiterung sah vor, dass 17 Mitgliedskommunen, die nur anteilig im Biosphärengebiet liegen, nach ihrem Interesse gefragt werden, weitere Flächen in das Biosphärengebiet einzubringen. Im Ergebnis wollten das 15 der 17 Mitgliedskommunen:

Bad Urach, Beuren, Bissingen an der Teck, Dettingen unter Teck, Ehingen (Donau), Hayingen, Heroldstatt, Lauterach, Lichtenstein, Münsingen, Reutlingen, Sankt Johann, Schelklingen, Weilheim an der Teck, Zwiefalten
Dann wurden neun weitere Kommunen angefragt, ob sie dem Biosphärengebiet beitreten möchten. Diese Kommunen grenzen direkt an die Gebietskulisse und wurden bereits bei der Erstausweisung des Biosphärengebiets im Jahr 2008 als potenzielle Mitgliedskommunen angefragt. Von diesen haben sechs Kommunen eine Beitrittsbewerbung eingereicht:

Allmendingen, Blaubeuren, Engstingen, Hohenstein, Rechtenstein, Sonnenbühl
Die Gemeinden Emeringen, Laichingen und Mehrstetten entschieden sich gegen einen Beitritt. Bis Herbst 2024 sollen laut Nagel die neuen Außengrenzen des Biosphärengebiets, die Lage der neuen Kern- und Pflegezonen sowie die Höhe der Mitgliedsbeiträge für jede Kommune feststehen.

## Seltene Tiere und Pflanzen

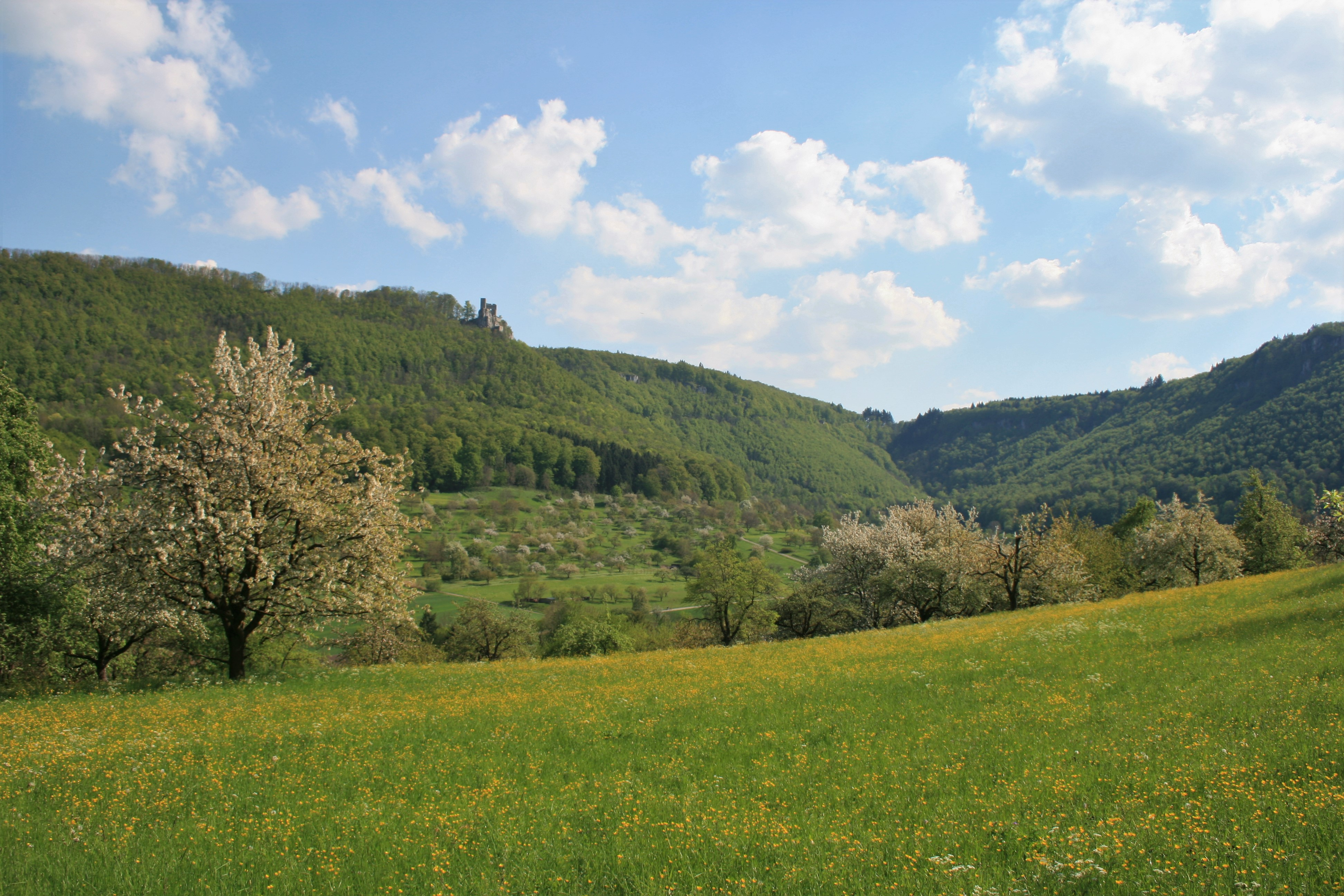
Neidlinger Tal im Biosphärengebiet mit Wiesen und Streuobstwiesen.

Die schützenswerte Kulturlandschaft des Biosphärengebietes bietet zahlreichen seltenen Tier- und Pflanzenarten wichtigen Lebensraum. Beispiele hierfür sind Rotmilan, Wanderfalke, Wespenbussard, Raufußkauz, Heidelerche, Steinschmätzer, Berglaubsänger, Bechsteinfledermaus, Alpenbock, Schwarzer Apollo, Schwalbenschwanz oder der Blauschwarzer Eisvogel. Typische Pflanzenvertreter sind zahlreiche seltene Orchideen oder die Silberdistel.

## Besondere Merkmale
Die Hang- und Schluchtwälder am Albtrauf sind ein markantes naturräumliches Alleinstellungsmerkmal des Biosphärenreservats. Auch die landschaftsprägenden Streuobstwiesen im mittleren Albvorland und die abwechslungsreiche traditionelle Kulturlandschaft auf der Alb mit ihren Wacholderheiden, Magerrasen, Wiesen, Weiden, Ackerflächen und Wäldern kennzeichnen das Biosphärengebiet.
Als weitere Besonderheit wurden in das Schutzgebiet auch Zonen mit intensiver industrieller Nutzung aufgenommen. Dazu gehören Teile der Gemarkungen von Städten wie Metzingen und der Großstadt Reutlingen, wo Konflikte mit den Zielsetzungen „nachhaltige Entwicklung und das harmonische Miteinander von Mensch und Natur“ und „eine Modellregion in der erfolgreicher Natur- und Umweltschutz mit der sozialen und wirtschaftlichen Entwicklung der im Gebiet lebenden Menschen verknüpft werden soll“ besonderer Lösungen bedürfen. Gerade hier soll das Biosphärengebiet nach Ansicht der UNESCO modellhafte Lösungen erarbeiten. Ein Beispielprojekt ist die sogenannte Partner-Initiative, bei der sich bereits über 100 Unternehmen und Dienstleister als Partner des Biosphärengebiets haben zertifizieren lassen. Dafür müssen sie umfangreiche Qualitätskriterien in den Bereichen Natur- und Umweltschutz, Regionalität und Service erfüllen.

## Informationseinrichtungen

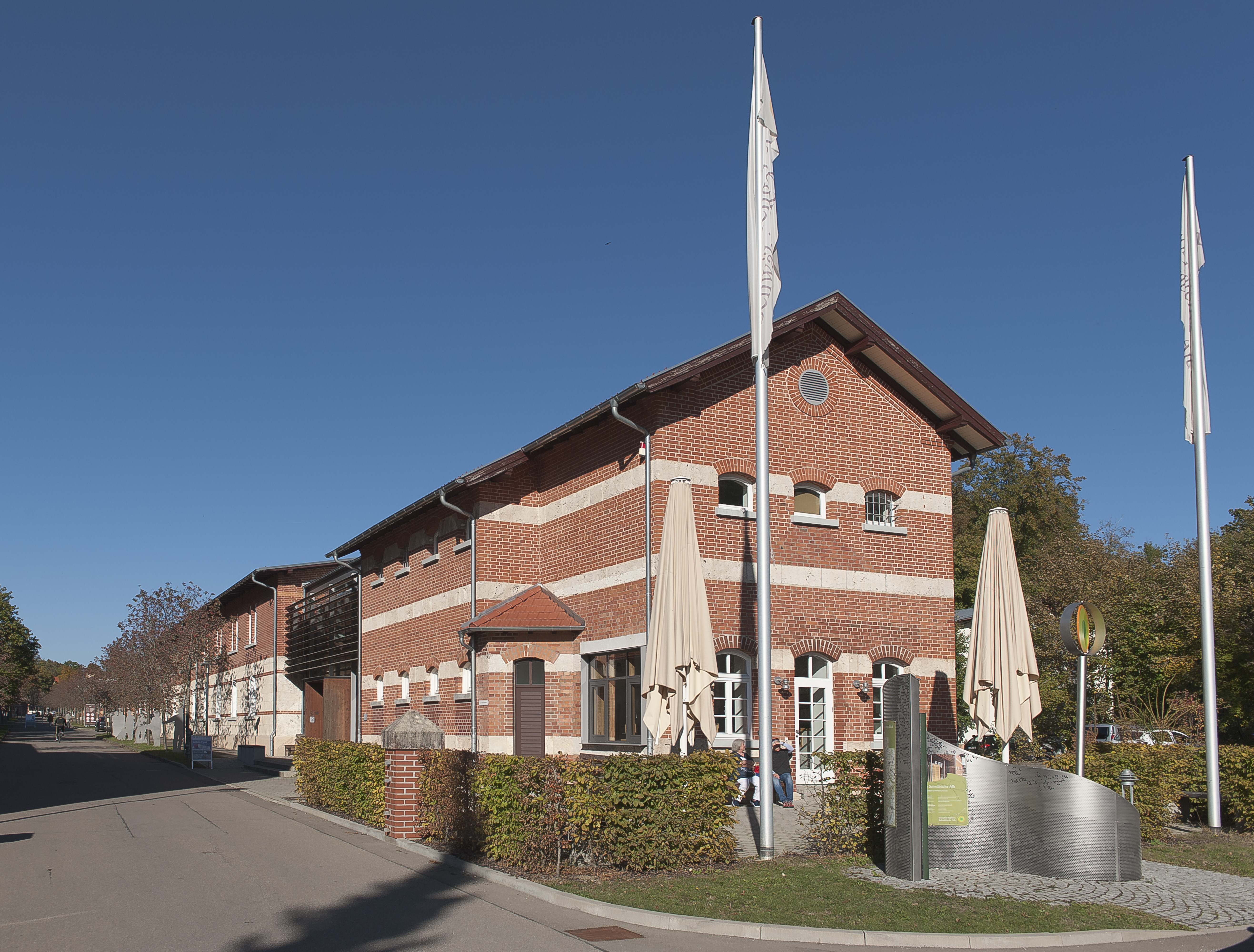
Gebäude des Informationszentrums, Münsingen-Auingen

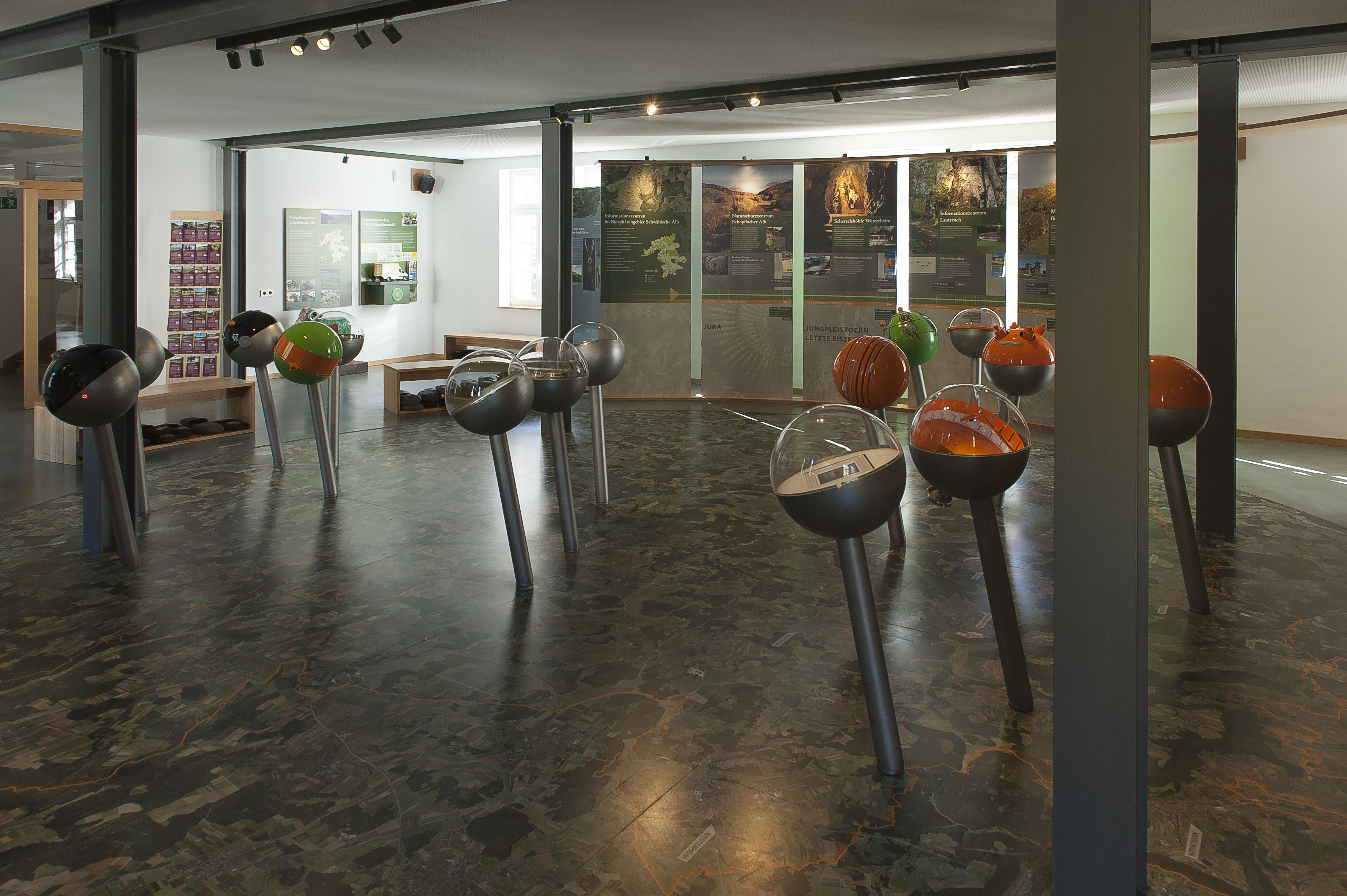
Inneres

Das Biosphärenzentrum Schwäbisch Alb mit ca. 450 Quadratmeter interaktiver Ausstellungsfläche wurde im Alten Lager in Münsingen-Auingen am 23. Oktober 2010 eröffnet. Neben dem Hauptinformationszentrum besteht ein dezentrales Netzwerk an Informations- und Bildungseinrichtungen für das Biosphärengebiet. Dieses Netzwerk informiert Besucher und Gäste zu unterschiedlichen Themen des Biosphärengebiets. Folgende Einrichtungen sind Bestandteil des Netzwerks:
1. Münsinger Bahnhof – Zentrum für Natur, Umwelt und Tourismus
2. Freilichtmuseum Beuren
3. Haupt- und Landgestüt Marbach
4. Naturschutzzentrum Schopflocher Alb
5. Obstbaumuseum Metzingen-Glems
6. Peterstor Zwiefalten
7. Wimsener Höhle Hayingen
8. Gestütsmuseum Offenhausen
9. Weinbaumuseum Metzingen
10. Umweltbildungszentrum Listhof Reutlingen-Betzingen
11. Waldschulheim Hayingen-Indelhausen
12. Schertelshöhle Westerheim
13. Mühlen- und Trachtenmuseum Pfullingen
14. Informationszentrum Ehinger Alb in Dächingen
15. Informationszentrum Schelklingen-Hütten (Schmiechtal)
16. Informationszentrum Lauterach (Sportheim)
17. Entdeckerwelt Bad Urach Bad Urach

Ein weiteres Informationszentrum ist am Heidengraben zwischen Erkenbrechtsweiler, Grabenstetten und Hülben geplant.

## Wanderwege und Radfernwege durch das Biosphärengebiet
Das Biosphärengebiet wird durch Wanderwege, durch Prädikatswanderwege, aber auch durch Fernwanderwege im Sinne eines sanften Tourismus erschlossen.

### Fernwanderwege
- Der Albsteig,[3] auch bekannt als Schwäbische-Alb-Nordrand-Weg, der Hauptwanderweg 1 des Schwäbischen Albvereins, 2009 zertifiziert als Qualitätswanderweg durch den Verband Deutscher Gebirgs- und Wandervereine.[4]
- Schwäbische-Alb-Südrand-Weg, der HW 2
- Schwarzwald-Schwäbische-Alb-Allgäu-Weg, der HW 5
- Schwäbische-Alb-Oberschwaben-Weg, der HW 7

### Wanderwege
- Besinnungsweg Ehinger Alb, Prädikatswanderweg im südlichen Biosphärengebiet

### Radfernwege
Von Ulm und vom Bodensee führen zwei touristisch bedeutsame Radfernwege auf das Biosphärengebiet zu:
- der Schwäbische-Alb-Radweg kommt von Westen auf das Gebiet zu
- der Alb-Neckar-Radweg durchläuft das Gebiet von Südosten nach Norden.
- der Alb-Crossing durchquert das Biosphärengebiet entlang des Albtraufs von Nordost nach Südwest.

Bei Donnstetten vereinigen sich Schwäbische-Alb-Radweg und Alb-Neckar-Radweg und verlassen das Biosphärengebiet gemeinsam durch das Neidlinger Tal in nördliche Richtung.
Der Donauradweg mit seiner Variante durch das Tal der Urdonau berührt bei Schelklingen den südöstlichen Teil des Biosphärengebietes.

## Geschäftsstelle
Die Geschäftsstelle des Biosphärengebiets hat ihren Sitz im Biosphärenzentrum Schwäbische Alb im Alten Lager in Münsingen-Auingen. 13 Mitarbeiter koordinieren die Entwicklung des Großschutzgebietes. Mit der Bundesanstalt für Immobilienaufgaben – Sparte Bundesforst – wird als Eigentümer des ehemaligen Truppenübungsplatzes Münsingen zusammengearbeitet.